# Syndyas dorsalis
Syndyas dorsalis är en tvåvingeart som beskrevs av Friedrich Hermann Loew 1861. Syndyas dorsalis ingår i släktet Syndyas och familjen puckeldansflugor. Inga underarter finns listade i Catalogue of Life.